# De gule veste
De gule veste (fransk: Mouvement des gilets jaunes, udtales: [ʒilɛ ʒon] Arkiveret 28. november 2019 hos  Wayback Machine) er en politisk bevægelse, som blev etableret via internettet i maj 2018. De gule veste benyttes som et symbol, der henviser til, at trafikanter i Frankrig ifølge en lov fra 2008 skal medbringe veste, der er synlige.
Baggrunden for etableringen af bevægelsen var protester mod den franske præsident Emmanuel Macron og den franske regering, især planerne om at øge energibeskatningen. Bevægelsen arrangerede store demonstrationer, som startede i Frankrig den 17. november 2018 men hurtigt spredte sig til Belgien og Holland, hvor det imidlertid ikke var afgifterne, men en generel frustration over den øgede afstand mellem politikerne og befolkningen, der udløste demonstrationerne. De følgende weekender gentog urolighederne sig, og den 14. december var der registreret mere end 1400 tilskadekomne demonstranter og 717 kvæstede politibetjente og brandfolk.Bevægelsen hævder, at Macrons politik især rammer middel- og arbejderklassen, fortrinsvis i provinsen og landdistrikterne.  Demonstranterne krævede nedsættelse af oliebeskatningen, øget formuebeskatning og forhøjelse af mindstelønnen. Macron reagerede med at love afgiftslettelser og forhøjelse af mindstelønnen, men opfordrede samtidig til, at demonstranterne forholder sig rolige fremover.
| Citat | Vores land behøver ro. Det behøver orden. Det behøver igen at kunne fungere normalt. | Citat |
|       |                                                                                      |       |

Efter at have gennemgået billedmateriale fra urolighederne, appellerede Amnesty International til de franske myndigheder om at undgå brugen af gummikugler og hårdhændede anholdelser.